# Kanumarathon-Weltmeisterschaften 1998
Die 6. Kanumarathon-Weltmeisterschaften fanden am 26. und 27. September 1998 im südafrikanischen Kapstadt statt. Der austragende Verband war die ICF.
Die Länge der Strecke betrug 38 km.
Es wurden vier Wettbewerbe für Männer und zwei Wettbewerbe für Frauen ausgetragen. 

## Medaillengewinner

### Herren

#### Canadier
| Disziplin | Gold                                              | Zeit         | Silber                           | Zeit         | Bronze                            | Zeit         |
| --------- | ------------------------------------------------- | ------------ | -------------------------------- | ------------ | --------------------------------- | ------------ |
| C1        | Ungarn Pál Pétervári                              | 3:15:06,99 h | Ungarn Gabor Kolozsvari          | 3:15:08,86 h | Portugal Jose Sousa               | 3:17:07,88 h |
| C2        | Vereinigtes Königreich Stephen Train Andrew Train | 2:55:58,49 h | Ungarn Edvin Csabai Attila Györe | 2:57:45,16 h | Ungarn Bela Jakus Gabor Balgovics | 3:03:40,25 h |

#### Kajak
| Disziplin | Gold                                | Zeit         | Silber                                             | Zeit         | Bronze                                 | Zeit          |
| --------- | ----------------------------------- | ------------ | -------------------------------------------------- | ------------ | -------------------------------------- | ------------- |
| K1        | Vereinigtes Königreich Ivan Lawler  | 2:48:33,10 h | Dänemark Thor Nielsen                              | 2:48:34,03 h | Norwegen Torgeir Toppe                 | 2:48:34.,63 h |
| K2        | Ungarn Viktor Szakaly Attila Jambor | 2:36:55,75 h | Vereinigtes Königreich Jules Brabants Conor Holmes | 2:36:56,74 h | Dänemark Thor Nielsen Karsten Solgaard | 2:36:58,94 h  |

### Damen

#### Kajak
| Disziplin | Gold                                   | Zeit         | Silber                                | Zeit         | Bronze                                             | Zeit         |
| --------- | -------------------------------------- | ------------ | ------------------------------------- | ------------ | -------------------------------------------------- | ------------ |
| K1        | Schweden Susanne Gunnarsson            | 3:03:22,31 h | Vereinigtes Königreich Anna Hemmings  | 3:03:23,24 h | Ungarn Kornelia Szonda                             | 3:03:24,56 h |
| K2        | Schweden Susanne Gunnarsson Asa Eklund | 2:51:11,83 h | Deutschland Anett Schuck Sabine Meyer | 2:57:43,67 h | Vereinigtes Königreich Andrea Dallaway Helen Gilby | 2:57:51,30 h |

## Medaillenspiegel
| Rang   | Nation                 | Gold | Silber | Bronze | Gesamt |
| ------ | ---------------------- | ---- | ------ | ------ | ------ |
| 1      | Ungarn                 | 2    | 2      | 2      | 6      |
| 2      | Vereinigtes Königreich | 2    | 2      | 1      | 5      |
| 3      | Schweden               | 2    | 0      | 0      | 2      |
| 4      | Dänemark               | 0    | 1      | 1      | 2      |
| 5      | Deutschland            | 0    | 1      | 0      | 1      |
| 6      | Norwegen               | 0    | 0      | 1      | 1      |
| 6      | Portugal               | 0    | 0      | 1      | 1      |
| Gesamt | Gesamt                 | 6    | 6      | 6      | 18     |